# Emil Lyng
Emil Sigvardsen Lyng (født 3. august 1989) er en dansk fodboldspiller, der spiller for Middelfart Boldklub.
Han er en stor, stærk og hurtig kantspiller, der med både kan lægge op til mål og selv afslutte fra distancen.

## Karriere
Lyng fik sin fodboldopdragelse i Kolding FC og AGF, hvorfra han i 2008 skiftede til Lille OSC for omkring 3 mio. kr efter en succesfuld prøvetræning. Trods beskeden spilletid i den franske klub fik han debut på det danske U/21-landshold i 2009, og han var med til at nå finalen i den uofficielle U/21-turnering i Toulon i sommeren 2010. Han blev udlejet til FC Nordsjælland i foråret 2011 for at bevare pladsen på det danske U/21-landshold.
Han slog superligarekorden for tidligste scoring i en superligakamp, da han 20. marts 2011 scorede til 1-0 for FC Nordsjælland mod Esbjerg fB efter ni sekunder. Den hidtidige rekord var på 15 sekunder og indehavedes af Vejles Edouard Demenkovets, der scorede mod Brøndby IF 30. juli 1995. 
Et år før tid fik Lyng i oktober 2019, der egentlig havde kontrakt frem til udgangen af 2020, ophævet sin kontrakt med Valur.
Den 23. januar 2020 skiftede Lyng til Middelfart G&BK. Han skrev under på en kontrakt gældende frem til 30. juni 2021.